# Kap Lankester
Das Kap Lankester ist ein hohes, rundes und schneebedecktes Kap an der Hillary-Küste in der antarktischen Ross Dependency. Es markiert die südliche Begrenzung des Zugangs vom Ross-Schelfeis zum Mulock Inlet. 
Teilnehmer der Discovery-Expedition (1901–1904) des britischen Polarforschers Robert Falcon Scott entdeckten es. Benannt ist es nach Ray Lankester (1847–1929), einem britischen Zoologen.